# Mese 'e settembre/Nisciuno po' sapè
Mese 'e settembre/Nisciuno po' sapè è il quindicesimo singolo di Domenico Modugno.

## Il disco
È il secondo singolo di Modugno, dopo La donna riccia/Lu pisce spada, a essere stato stampato contemporaneamente sia nel formato a 10" a 78 giri che a 7" a 45 giri.
In entrambi i formati il disco ebbe un riscontro commerciale molto basso.

## I brani
Si tratta inoltre delle prime due canzoni del cantautore in napoletano, scritte con Riccardo Pazzaglia. La prima canzone ebbe meno successo della seconda, che venne reincisa tre anni dopo e pubblicato come retro di Nel blu dipinto di blu, e che ha un inizio a detta di molti più siciliano che napoletano.